# Hermann van Pels
Hermann van Pels (n. 31 martie 1898, Gehrde⁠(d), Regatul Prusiei, Imperiul German – d. 6 octombrie 1944, Lagărul de exterminare Auschwitz-Birkenau, Germania Nazistă) a fost un evreu german din Țările de Jos care a devenit victimă a Holocaustului din cel de-al Doilea Război Mondial. El a fost una dintre cele opt persoane care s-au ascuns timp de doi ani (1942-1944) în anexa secretă a casei de pe Prinsengracht 263 din Amsterdam, care au devenit celebre pe plan mondial prin Jurnalul Annei Frank.

## Viața

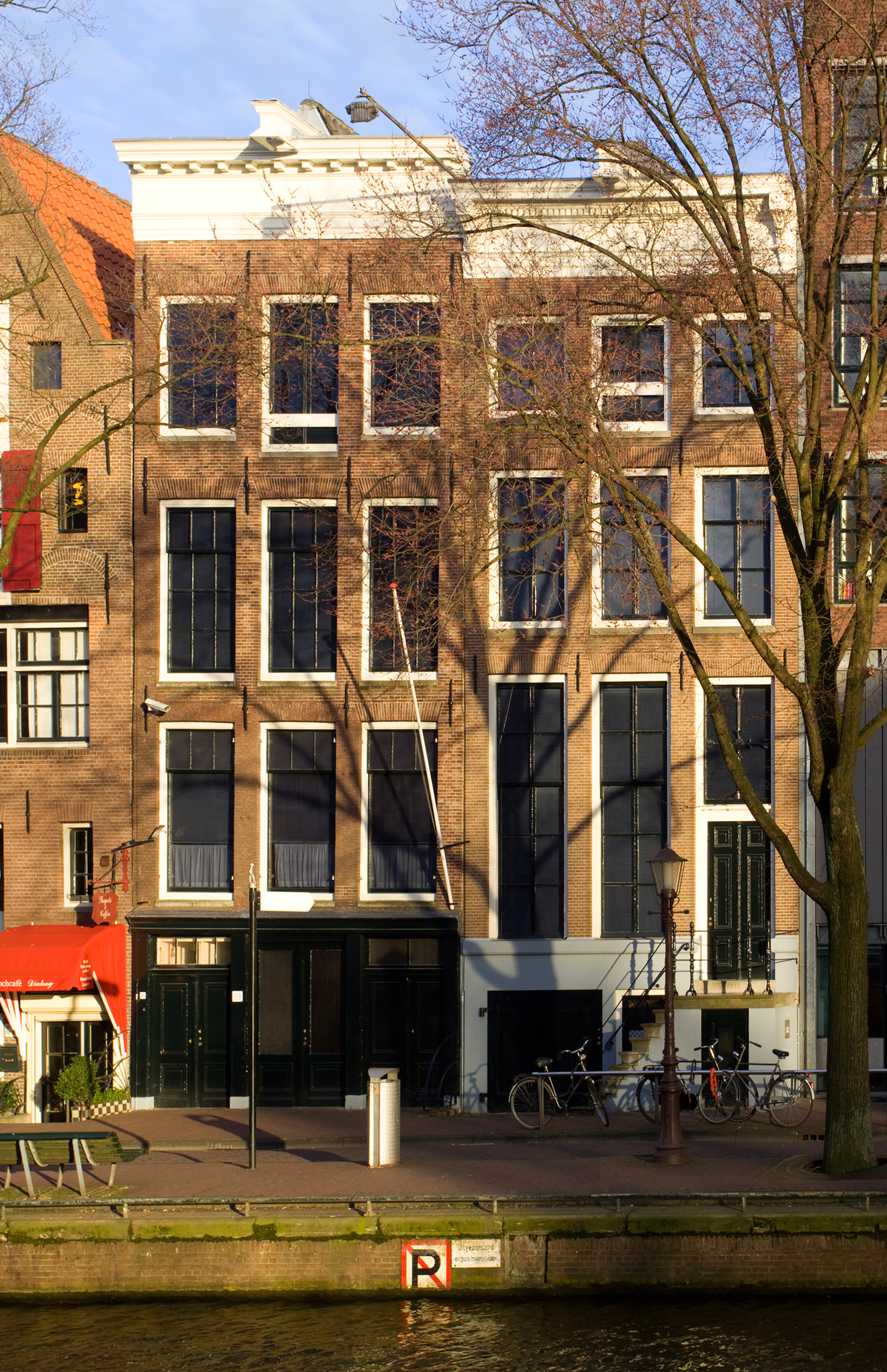
Clădirea de pe Prinsengracht 263, în s-a ascuns Hermann van Pels

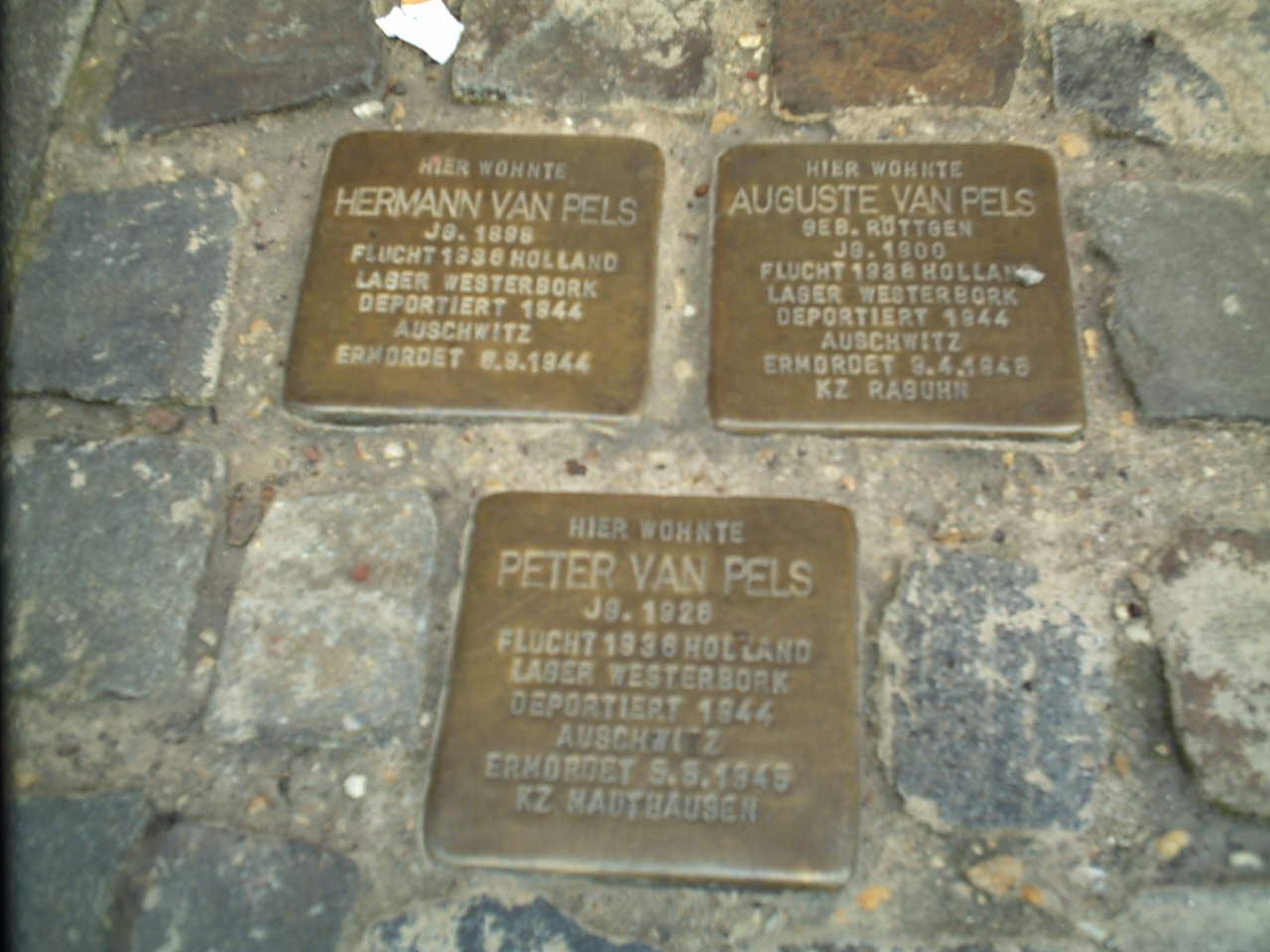
Stolperstein pentru Hermann van Pels în Osnabrück

Van Pels s-a născut ca unul din cei șase copii ai evreului neerlandez Aron van Pels și al evreicei germane Lina van Pels, născută Vorsänger, în comuna Gehrde din apropiere de Osnabrück. El a urmat cursurile școlii elementare evreiești și a devenit elev în 1908 al Școlii Medii Protestante de Băieți din Osnabrück, Germania. După absolvirea cursurilor școlare, el a devenit reprezentant comercial al companiei tatălui său, Aron van Pels, o măcelărie cu livrare en-gros din Osnabrück. Printre altele, compania comercializa condimente și intestine pentru producția de mezeluri. Pe 5 decembrie 1925 Hermann van Pels s-a căsătorit cu evreica germană Auguste Röttgen. Cuplul s-a mutat la Osnabrück și a locuit într-un apartament de pe Martinistraße 67a. Pe 8 noiembrie 1926 s-a născut fiul lor, Peter van Pels, care a rămas singurul copil al cuplului.
Aron van Pels a trebuit să renunțe la afaceri, după ascensiunea la putere a naziștilor în 1933, în urma boicotului instituit la adresa afacerilor evreiești. Situația s-a înrăutățit tot mai mult, iar naziștii au început să controleze statul, impunând legi cu caracter rasial. Hermann van Pels a fugit, în cele din urmă, împreună cu familia sa, la 26 iunie 1937 în Țările de Jos. Încă din 1935, sora lui Hermann, croitoreasa Henny van Pels, emigrase deja la Amsterdam. Familia van Pels s-a mutat într-un apartament de pe Zuider Amstellaan. Hermann van Pels a lucrat începând din 1938 pentru compania Opekta Amsterdam a vechiului său prieten de afaceri, Otto Frank. El a fost angajat la Opekta, dar lucra pe post de consultant și de expert în ierburi și condimente la compania Pectacon, condusă de Victor Kugler. În timp ce Opekta era specializată în producția de dulcețuri, Pectacon era o companie ce vindea un amestec de condimente pentru producerea cârnaților. „În domeniul său van [Pels] era imbatabil; avea nevoie să miroasă doar o dată și apoi era capabil să recunoască fiecare condiment”, scria Miep Gies în memoriile ei. În decembrie 1940 birourile companiilor Opekta Amsterdam și Pectacon au fost mutate în clădirea de pe Prinsengracht 263.
Hermann și Auguste van Pels erau, de asemenea, prieteni cu familia Frank și în afara programului de lucru și au fost oaspeți frecvenți la mesele din după amiezele de sâmbătă. Ambele familii și-au pregătit o ascunzătoare în spatele clădirii din Prinsengracht 263 (unde se afla sediul companiilor Opekta și Pectacon ale lui Otto Frank) încă din vara anului 1941, în cazul în care un membru al familiei urma să fie amenințat cu deportarea. Miep Gies, o angajată a companiei Opekta și viitoare protectoare, l-a întâlnit la unul din ceaiuri organizate după-amiaza de familia Frank și l-a descris ca un bărbat „mare, masiv, bine îmbrăcat, ușor aplecat în mers, cu față deschisă, cu păr rar și permanent cu o țigară în colțul gurii” și a continuat: „Hermann van [Pels] găsea întotdeauna timp pentru o glumă. Pe scurt, el era un tip afabil, plăcut”. Gies a clarificat ulterior, în memoriile ei, descrierea lui Hermann van Pels și l-a numit un „povestitor de glume, mai mult pesimist, un fumător înrăit și un pic agitat”.
Pe 5 iulie 1942 Edith Frank-Holländer a primit o citație prin care fiica ei, Margot, era convocată pentru a fi deportată în Germania, unde urma să presteze muncă forțată. Ea l-a informat imediat pe van Pels, deoarece ambele familii făcuseră de mai mult timp aranjamente pentru a se ascunde. Cei doi au discutat următoarele măsuri concrete ce trebuiau realizate. El a fost cel care a informat-o apoi pe Miep Gies. Familia Frank s-a ascuns deja pe 6 iulie 1942, fiind urmată de familia Van Pels în data de 13 iulie 1942. Un pic mai târziu, în noiembrie 1942, li s-a alăturat dentistul Fritz Pfeffer ca al optulea refugiat. Auguste și Hermann van Pels au locuit într-o cameră de la etajul al doilea. Dormitorul lor a servit ziua ca sufragerie și sală de mese pentru toți cei opt refugiați. Apartamentul familiei van Pels din Zuider Amstellaan a fost golit de naziști în octombrie 1942.
Pe 4 august 1944 cele opt persoane care se ascundeau au fost trădate și arestate. Hermann van Pels a fost deportat, ca și ceilalți șapte clandestini, din lagărul de tranzit Westerbork către lagărul de concentrare Auschwitz-Birkenau, unde a ajuns pe 5 septembrie 1944, și, contrar constatărilor ulterioare ale Crucii Roșii Neerlandeze, a fost unul dintre cei 258 bărbați care au supraviețuit selecției. Împreună cu Otto Frank și Fritz Pfeffer, a fost repartizat în Blocul 2 al lagărului principal Auschwitz I. A lucrat pe câmp, împreună cu cei doi bărbați, s-a accidentat la mână probabil la începutul lunii octombrie și a cerut să fie trimis la infirmerie, cu o zi înainte ca SS-ul să efectueaze o selecție. Hermann van Pels a fost ucis la începutul lunii octombrie 1944 în camera de gazare. Otto Frank i-a povestit lui Miep Gies, după întoarcerea lui la Amsterdam, că l-a văzut pe van Pels „cu proprii ochi pe drumul spre camerele de gazare”.
În data de 15 noiembrie 2007 în fața clădirii din Osnabrück în care a locuit familia van Pels a fost amplasată în pavimentul străzii trei pietre memoriale (Stolpersteine) pentru cei trei membri ai familiei.

## Jurnalul Annei Frank
Jurnalul, pe care Anne Frank l-a scris în special în perioada cât a trăit ascunsă, a fost publicat pentru prima dată în 1947 de către tatăl ei, Otto Frank. Când și-a rescris jurnalul, probabil în mai 1944, Anne Frank a ascuns toate cele opt nume prin pseudonime. Hermann van Pels a devenit astfel „Hans van Daan”.
Anne Frank nota pe 11 iulie 1942, în jurnalul ei, următoarele impresii cu privire la sosirea anticipată a familiei van Pels: „mă bucură mult sosirea familiei Van Daan, stabilită pentru marți; atmosfera va fi mult mai plăcută și va fi și mai puțină liniște.” Cu toate acestea, pe 21 august 1942, scria deja în jurnalul ei: „Domnul Van Daan și cu mine ne certăm tot timpul” și raporta pe 2 septembrie 1942 apariția primele conflicte între Auguste și Hermann van Pels („Domnul și doamna Van Daan s-au certat groaznic. Așa ceva n-am mai văzut niciodată, fiindcă tatei și mamei nu le-ar trece prin cap să strige așa unul la altul. Motivul a fost atât de neînsemnat, încât nici măcar nu merită pomenit.”). Mențiunile certurilor între soții van Pels sunt găsite în mod frecvent în jurnal.
Printre calitățile lui Hermann van Pels, prezentate de Anne Frank, este priceperea sa în domeniul preparării produselor din carne, așa cum reiese dintr-o notă datată 10 decembrie 1942 când refugiații au primit o mare cantitate de carne, ce fusese procurată clandestin: „Domnul Van Daan a lucrat mai demult în comerțul cu mezeluri, carne și mirodenii. A fost angajat la firmă pentru ceea ce știa în materie de mirodenii, dar acum își etalează priceperea într-ale mezelurilor, ceea ce nu ne displace deloc. [...] Domnul Van Daan își pusese un șorț de-al soției lui și, cât era el de gras (părea mai gras decât este), se ocupa de carne. Mâinile însângerate, chipul roșu și șorțul pătat îl făceau să semene cu un adevărat măcelar”. Van Pels era singurul fumător înveterat din anexa secretă a casei; Anne menționează de mai multe ori în jurnal că el era prost-dispus pentru că nu mai avea țigări. În afară de flori și de câteva produse alimentare mai speciale primite în dar de van Pels de ziua lui, în 1944, sunt și două pachete de tutun.
Van Pels avea, potrivit însemnărilor Annei Frank, „după cum credem toți, o bună perspectivă asupra politicii”, dar, cu toate acestea, era mai degrabă pesimist. În primăvara anului 1943, el credea că războiul va dura până la sfârșitul anului și se temea în mai 1944 că „la sfârșit germanii o să mai și câștige războiul, așa sunt de puternici”. Anne Frank îl considera o persoană dogmatică: „părerea lui e cea mai bună, el este cel mai bine informat în legătură cu orice. Bun, nici prost nu e, dar autosuficiența acestui om a atins culmi înalte”. În mai 1944, într-o prezentare generală a intereselor intelectuale ale persoanelor din Anexa Secretă, Anne Frank nota următoarele informații despre van Pels: „nu învață nimic; caută frecvent informații în Knaur; îi place să citească romane polițiste, cărți de medicină, povești de dragoste captivante și insignifiante”.

## Hermann van Pels în film
Jurnalul Annei Frank a fost ecranizat de mai multe ori. Următorii actori au jucat rolul lui Hermann van Pels în adaptările cinematografice:
- 1959: Jurnalul Annei Frank (The Diary of Anne Frank) – Lou Jacobi
- 1980: Jurnalul Annei Frank (The Diary of Anne Frank) – James Coco
- 1985: Het dagboek van Anne Frank – Guus Hoes
- 1987: Jurnalul Annei Frank (The Diary of Anne Frank) – Christopher Benjamin
- 1988: Viața mea cu Anne Frank (The Attic: The Hiding of Anne Frank) – Victor Spinetti
- 1995: Anne no nikki – Jiro Sakagami
- 1996: El diari d'Anna Frank – Toni Sevilla
- 2001: Anne Frank (Anne Frank: The Whole Story) – Joachim Król
- 2009: Jurnalul Annei Frank – Ron Cook
- 2014: Meine Tochter Anne Frank – André Hennicke